# Suojia
Suojia (kinesiska: 索加, 索加乡) är en socken i Kina. Den ligger i socknen Suojia, provinsen Qinghai, i den nordvästra delen av landet, omkring 800 kilometer sydväst om provinshuvudstaden Xining. Antalet invånare är 3585. Befolkningen består av 1 846 kvinnor och 1 739 män. Barn under 15 år utgör 31 %, vuxna 15-64 år 63 %, och äldre över 65 år 5,0 %.